# Зоннтагберг
Зонтагберг (нім. Sonntagberg) — ринкове місто в окрузі  Амштеттен в Нижній Австрії, Австрія. Однак, центром громади Зонтагберг є місто Розенау ам Зонтагберг. Це важливий католицький центр паломництва. У давнину територія, де зараз знаходиться місто, входило до складу римської провінції Норикум.

## Пам'ятки

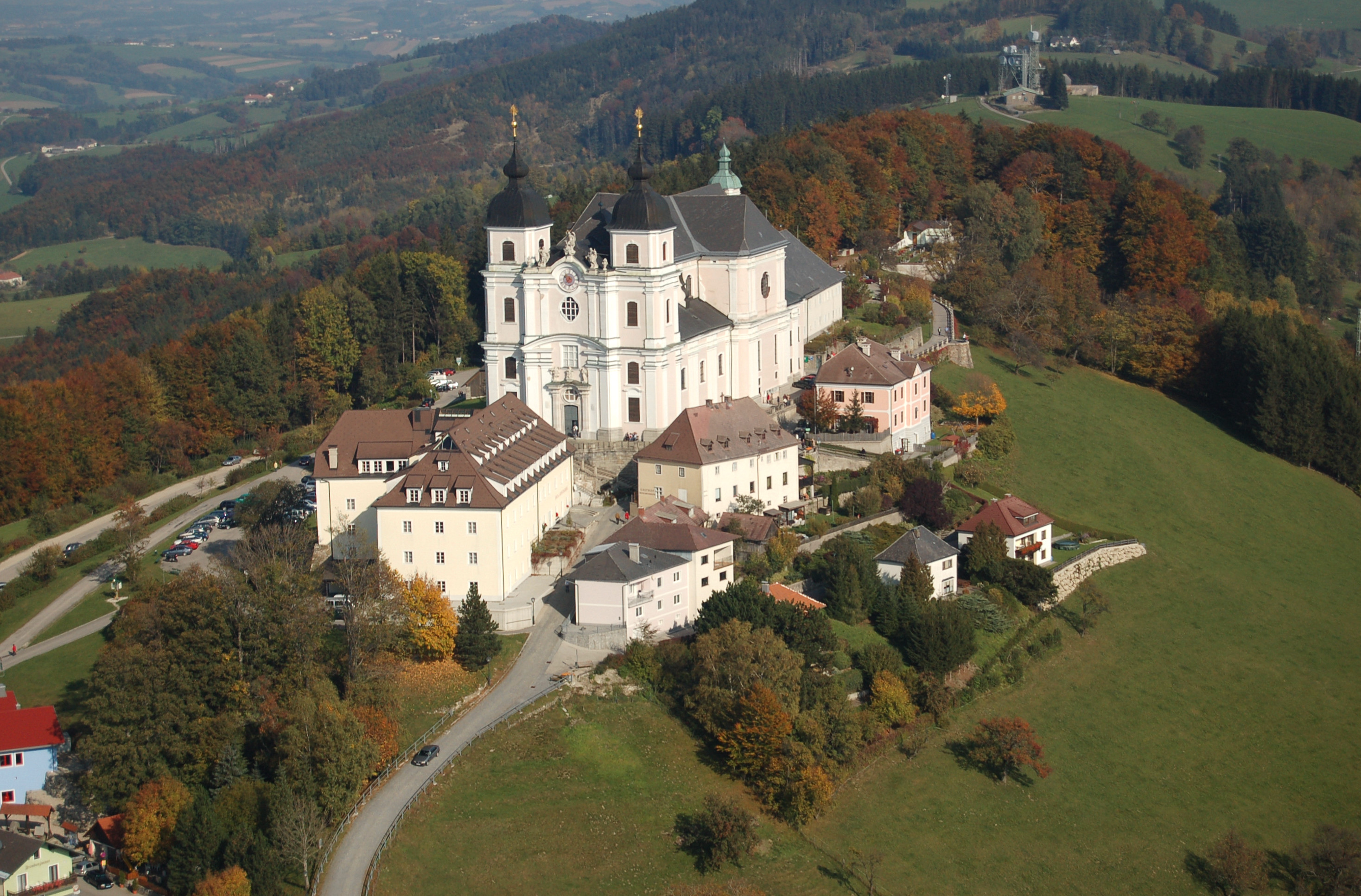
Базиліка Зоннтагберг

- Руїни замку Gleiß (перша згадка у 993 році)
- Барокова базиліка Зоннтагберг. Її можна побачити на вершині Зоннтагберг (704 м). Ігумен Бенедикт I фон Зайтенштеттен побудував у 1440 році каплицю в готичному стилі, присвячену Спасителю. Кілька років по тому - близько 1448 р. - вона стала каплицєю Трійці. У 1490 році тут була побудована пізньоготична церква. У 1706-1732 рр. нинішню церкву збудували Якоб Прандтауер і Джозеф Манггенаст. Головний вівтар (1755) і амвон (1757) зроблені Мельхіором Гефеле, вівтарні скульптури (1752—56) - Якобом Шлеттерарем і стельові фрески - Даніелем Граном (1738-43). Орган, побудований в 1774-76 роках Францем Ксавером Крістофом († 1793), є одним з найважливіших пізньобарокових органів Австрії. Церква присвячена Святій Трійці, а каплиця турецького фонтану (Türkenbrunnenkapelle) - спасінню від турків. З XVII-го століття Зоннтагберг став одним з найважливіших паломницьких місць в Австрії. Особливістю цього паломництва є панелі з випаленої глини, обладнані рельєфним зображенням крісла милосердя, які були зроблені в XVIII і XIX століттях і які вважалися цілющими. У 1964 році церква була освячена Папою Павлом VI та який присвоїв їй звання папської Малої базиліки.
- Скарбниця Зоннтагберга
- Католицька парафіяльна церква Böhlerwerk
- Церква католицького монастиря Gleiß Святого Серця Ісуса Сестер Божественного Спасителя
- Купалисько Böhlerwerk
- Військовий музей Зоннтагбергу. Приватна виставка пропонує на 1500 м² огляд сучасної воєнної історії 1914 - 1945 - 2014 рр.[4]

В 1921—1923 рр. тут працювала Школа Саммерхілл.
Дивиться також список охоронюваних пам'яток  (нім.).

## Міста-побратими
- Шарвар, Угорщина